# Malocchio
Malocchio — третій альбом канадської групи Abandon All Ships, вийшов 11 лютого 2014. Це перший реліз групи з новим барабанщиком Мелвіном Мюррейом, і другий з гітаристом Кайлером Брауном. Перший сингл альбому, Reefer Madness вийшов 20 грудня 2013, 24 січня 2014 група випустила другий сингл "Cowboys".

## Список пісень
1. Reefer Madness
2. Trapped
3. High Roller
4. Bloor Street West
5. Miracle
6. Alive
7. Cowboys
8. Malocchio
9. Centipede
10. Paradise